# Liste der Kulturdenkmäler in Oberaula
Die folgende Liste enthält die in der Denkmaltopographie ausgewiesenen Kulturdenkmäler auf dem Gebiet des Ortsteils Oberaula der  Stadt Oberaula, Schwalm-Eder-Kreis, Hessen.
Hinweis: Die Reihenfolge der Denkmäler in dieser Liste orientiert sich an der Anschrift, alternativ ist sie auch nach der Bezeichnung oder der Bauzeit sortierbar.
Kulturdenkmäler werden fortlaufend im Denkmalverzeichnis des Landes Hessen durch das Landesamt für Denkmalpflege Hessen auf Basis des Hessischen Denkmalschutzgesetzes (HDSchG) geführt. Die Schutzwürdigkeit eines Kulturdenkmals hängt nicht von der Eintragung in das Denkmalverzeichnis des Landes Hessen oder der Veröffentlichung in der Denkmaltopographie ab.

Die Kulturdenkmäler der einzelnen Ortsteile finden sich in den Listen
- Liste der Kulturdenkmäler in Friedigerode
- Liste der Kulturdenkmäler in Hausen (Oberaula)
- Liste der Kulturdenkmäler in Ibra (Oberaula)
- Liste der Kulturdenkmäler in Olberode
- Liste der Kulturdenkmäler in Wahlshausen

## Liste der Kulturdenkmäler in Oberaula
| Bild                              | Bezeichnung                       | Lage                                               | Beschreibung  | Bauzeit                            | Daten |
| --------------------------------- | --------------------------------- | -------------------------------------------------- | ------------- | ---------------------------------- | ----- |
| Bild gesucht BW                   | Villa Am Weißenstein 1            | Am Weißenstein 1 LageFlur: 20, Flurstück: 60/1     |               | Frühes 20. Jahrhundert             |       |
| Ernhaus Brauhausstraße 8          | Ernhaus Brauhausstraße 8          | Brauhausstraße 8 LageFlur: 16, Flurstück: 31       |               | Frühes 19. Jahrhundert             |       |
| Ernhaus Brauhausstraße 10         | Ernhaus Brauhausstraße 10         | Brauhausstraße 10 LageFlur: 16, Flurstück: 29/1    |               | 1808                               |       |
| Bild gesucht BW                   | Erntennenhaus Brauhausstraße      | Brauhausstraße 4 LageFlur: 16, Flurstück: 46/1     |               | um 1800                            |       |
| Gasthaus zur Sonne                | Gasthaus zur Sonne                | Hersfelder Straße 2 LageFlur: 16, Flurstück: 93/2  |               | Mitte des 19. Jahrhunderts         |       |
| Erntennenhaus Hersfelder Straße 5 | Erntennenhaus Hersfelder Straße 5 | Hersfelder Straße 5 LageFlur: 16, Flurstück: 89/1  |               | um 1700                            |       |
| weitere Bilder                    | Amtsgericht                       | Hersfelder Straße 4 LageFlur: 16, Flurstück: 128/4 | Heute Rathaus | 1843                               |       |
| Ernhaus Marktstraße 1             | Ernhaus Marktstraße 1             | Marktstraße 1 LageFlur: 16, Flurstück: 122/3       |               | um 1880                            |       |
| Fachwerkhaus Marktstraße 6        | Fachwerkhaus Marktstraße 6        | Marktstraße 6 LageFlur: 16, Flurstück: 98          |               | um 1700                            |       |
| Bild gesucht BW                   | Fachwerkhaus Marktstraße 7        | Marktstraße 7 LageFlur: 16, Flurstück: 119/2       |               | um 1800                            |       |
| weitere Bilder                    | Evangelische Pfarrkirche          | Marktstraße LageFlur: 16, Flurstück: 113/1         |               | 1717                               |       |
| Bild gesucht BW                   | Ernhaus Mühlenweg 5               | Mühlenweg 5 LageFlur: 16, Flurstück: 52/1          |               | Zweite Hälfte der 18. Jahrhunderts |       |
| Ernhaus Kirchweg 12               | Ernhaus Kirchweg 12               | Kirchweg 12 LageFlur: 16, Flurstück: 354/127       |               | um 1700                            |       |